# ちょうちん (映画)
『ちょうちん』は、1987年に公開された陣内孝則主演、梶間俊一監督によるヤクザ映画。ヴァンフィル、廣済堂プロダクション、東亜興行製作、東映配給。

## 概要
1983年の『竜二』公開後、急逝した金子正次が、死の直前の病床で書いた遺作の映画化。金子の脚本の映画化としては『竜二』、『チ・ン・ピ・ラ』（1984年）に次いで三作目となる。新宿・歌舞伎町を舞台にガンに侵されながらもヤクザとして生きる青年の痛ましい生き方を、風に揺れるちょうちんに託して描く。本作は金子正次の遺書である。

## ストーリー
三東会のヤクザ、村田千秋は新宿をシマに、幸三、哲、誠の三人の若衆を率いて蠢いている。ローンのベンツを乗り回しているものの、カツアゲなどチンケなことをやっている。それも組の大幹部、町田や兄貴筋の花木たちに小突かれながらだ。やっとのことで或るポルノショップの立退きを成功させた夜、千秋は町田に従いて行ったクラブ「峰」で新入りホステスの新子に目を止めた。翌日の夜、また「蜂」に出かけたが、新子は地上げ屋の井崎に誘われて別の店へ。行きがけに彼女は自分の部屋の鍵を千秋に放ってよこした。千秋が新子の部屋へ行くと5歳になる息子、アキラが留守番している。新子を待つ千秋に、哲からショバで客ともめごとが起きたと報せが入った。千秋の妹、涼子がひとり暮らしを始めたいと出て行った。彼女は勤め先のチーフ、弘に迫っているのだ。新子から電話があり、千秋は初めて彼女を抱いた。そんな折、千秋は不渡りをつかまされた。本橋という男から取立てたもので、本橋を問いつめると息子から盗み取ったと白状した。その息子、平山は、光陽銀行の融資係だという。千秋たちは銀行へ乗り込み、当座預金の口座を開かせ、3000万円の大金を融資させた。千秋は念願の事務所を開いた。だが、井崎からクラブのママにならないかと持ちかけられた新子への嫉妬から、千秋と新子の気持ちはすれ違い、飲んだくれた新子は自暴自棄に幸三を部屋に引き入れてしまった。翌朝、それを知った千秋は幸三を痛めつけた。やがて幸三は、千秋のライバル花木の軍門に下った。ある夜、千秋は本橋に襲われた。平山が銀行を首になったというのだ。実は花木が幸三を使って、例のネタで一億円近くゆすったためだ。その時、千秋は吐血した。やがて、三東会の破門状がまわり、千秋は警察に捕えられた。出所した彼は新子の所に迎え入れられる。その頃、幸三は貫禄をつけ哲や誠を従えていた。ある朝、自分でも気づかずガンに冒されていた千秋はベッドに伏して動かなかった。

## スタッフ
- 監督：梶間俊一
- 製作者：櫻井五郎、元村武、大谷晴通
- プロデューサー：佐藤和之、和田徹、見留田桂城
- 企画：翁長孝雄、伊藤俊也
- 原作：金子正次
- 脚本：梶間俊一、縞五郎
- 撮影：鈴木達夫
- 美術：桑名忠之
- 編集：西東清明
- 音楽：エヴァン・ルーリー
- 音楽プロデューサー：石川光
- 助監督：長谷川計二

## 出演
- 村田千秋：陣内孝則
- 新子：石田えり
- 幸三：渡辺正行
- 村田涼子：新田恵利
- 町田：原田芳雄
- 町田悦子：加賀まりこ
- 本橋：内藤武敏
- 花木：内藤剛志
- 越川：穂積隆信
- 吉村弘：安藤一夫
- 哲：小沢仁志
- 誠：奈津あつし
- アキラ：三宅顕三
- ケンちゃん：趙方豪
- みち：余貴美子
- かま八：不破万作
- 瀬川：伊藤敏八
- 井崎：小野武彦
- 平山：佐藤英
- クラブ・ユタカのマネージャー：佐藤蛾次郎
- マッサージ師：時任三郎
- 支店長：小林稔侍

## 製作

### 企画
金子正次の死後の翌1984年5月に三一書房より、金子が生前書きためていた5篇を収めたシナリオ集『竜二・ちょうちん』が出版され、本作はそれに収められていた。金子は病床で「『ちょうちん』と『盆踊り』を映画にするまで絶対にやめない」と話していたといわれる。金子の死後、ファンの間で金子の遺した脚本を映画化して欲しいとの要望が沸き起こり『竜二』の上映運動に尽力した上板東映の元支配人・小林紘が「ちょうちん」を是非映画化したいと考え、付き合いのあった本作の監督・梶間俊一に「やりませんか」と声をかけた。梶間は名画座のための映画を企画していた。

### 製作
しかし二人とも資金はなく、多くの会社に製作や資金援助の打診をしたが、決定的要素にかけ、ぽしゃる寸前までいき3年が経過した。この間、流山児祥も映画化に動き、内田栄一も演劇化していた。ところが陣内孝則が主演に決まると、驚くほど製作の申し出が相次ぎ、トントン拍子で製作が決まった。また東映が松方弘樹、勝新太郎、ビートたけしらの出演で、製作を予定していた『戦争と平和』という実録ヤクザ映画大作が製作中止になったことで東映の本番線に組み入れられることになった。東映東京撮影所には伊藤俊也を中心に「大泉スタジオ通信」という東映東京の労組の闘いの機関紙を作っていた梶間や、澤井信一郎、横山博人、佐藤和之、縞五郎、桑名忠之らの"大泉スタジオ派"という流れがあり、梶間は本作はその仲間によって作られた映画と述べている。

### 脚本
脚本クレジットにないが伊藤俊也と梶間で1986年夏から取材して縞五郎と脚本直しを行った。原作にかなり忠実だが、原作で千秋（陣内孝則）と新子（石田えり）はすでに知り合っていたという部分を変更し、出会いをキッチリ書いた。また時間をかけて新宿で取材をし、金子の原作は数年経った当時では風俗的な意味で古くなっている部分があり、ノミ行為の方法や当座預金開設の下りが加筆、変更されている。。

### キャスティング
主演の陣内孝則は、当時テレビで活躍する人気俳優であったが、本格ブレイクは本作の翌、1988年の『君の瞳をタイホする!』（フジテレビ）出演からで、当時はどちらかといえばコミカルな演技を得意とする俳優というイメージがあった。本作のヤクザ役で高い評価を得て、以降、映画では多くの作品でヤクザ役を演じた。陣内は元々、東映のヤクザ映画のファンで、「東映の三角マークを背負っての主演はボクの夢でした。まして金子さんの作品をやるなんて...それだけに責任が重く胃が痛くなる思い」と話した。町田役の原田芳雄は、製作発表の席で「金子のくったくのない笑い顔が浮かんでしょうがない」と涙ぐんだ。新田恵利はおニャン子クラブ卒業後、単独では映画初出演。渡辺正行、余貴美子の映画デビュー作でもある。

### 撮影
陣内のヤクザ役は初めてで最初は演出も手探りだった。すると陣内から「『仁義の墓場』でやったらどうでしょう」と監督の梶間に提案があった。クレジットにないが梶間は「『仁義の墓場』の助監督を務めており、ここからピッタリお互い息があったという。
1987年3月7日クランクイン。『竜二』同様、ほとんど新宿でロケが行われた。東映東京でのスタジオ撮影は、派手な立ち回りのあるポルノショップの店内と石田えり扮する新子のマンション内のみセットが組まれ撮影が行われた。1987年4月20日クランクアップ。

### 音楽
音楽のエヴァン・ルーリーは、当時日本でヒットした『ストレンジャー・ザン・パラダイス』などの主演俳優でミュージシャンでもあるジョン・ルーリーの弟。

## 評価

### 興行成績他
配給収入は3億円。テレビ放映やビデオ売上げなど、2次使用でも健闘したと『キネマ旬報』は評した。

### 作品の評価
陣内はテレビドラマで演じるC調、コミカルな演技ではなく、本作ではチンピラヤクザの暗いダンディズムをシリアスに演じ、多くの映画賞を受賞し映画俳優としてのスタンスを決めた。
"新東映やくざ映画路線"と評価され、東映Vシネマというジャンルを切り拓いた、"ニューやくざ映画"の一作とも評される。

## 受賞歴
- 第61回キネマ旬報ベスト・テン10位
- 第30回ブルーリボン賞主演男優賞（陣内孝則）
- 第12回報知映画賞主演男優賞（陣内孝則）
- 第11回日本アカデミー賞優秀主演男優賞（陣内孝則）、新人俳優賞(渡辺正行)[14]
- 第9回ヨコハマ映画祭監督賞（梶間俊一）

## 映像ソフト
現在DVD化、Blu-ray Disc化はされておらず、ネットオークションなどでは高騰取引されている。
| 発売日 | レーベル | 規格 | 規格品番 |
| ------ | -------- | ---- | -------- |
|        | 東映     | VHS  | TS-F744  |